# Agave stricta
Agave stricta är en sparrisväxtart som beskrevs av Salm-dyck. Agave stricta ingår i släktet Agave och familjen sparrisväxter. Inga underarter finns listade i Catalogue of Life.

## Bildgalleri

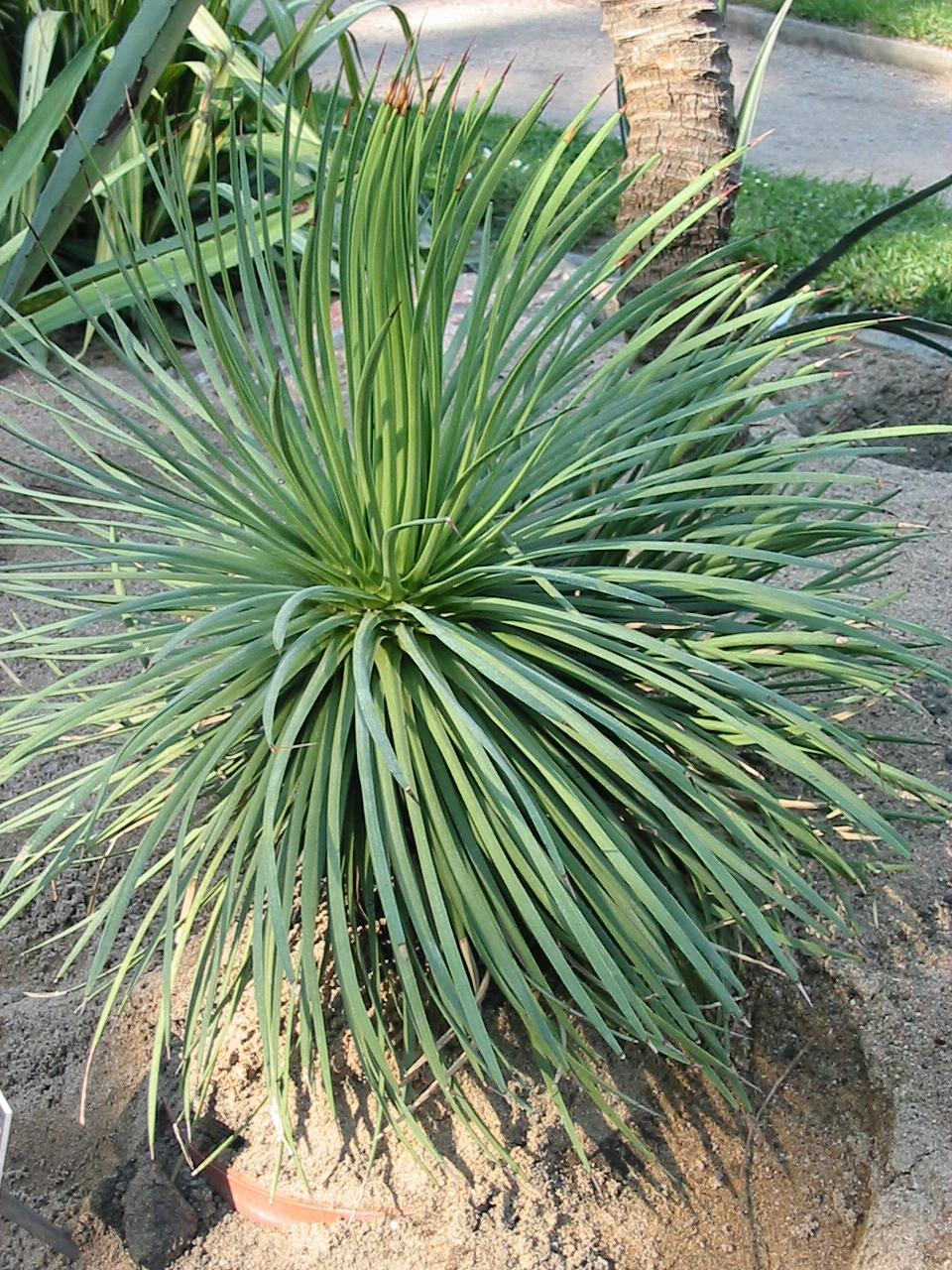
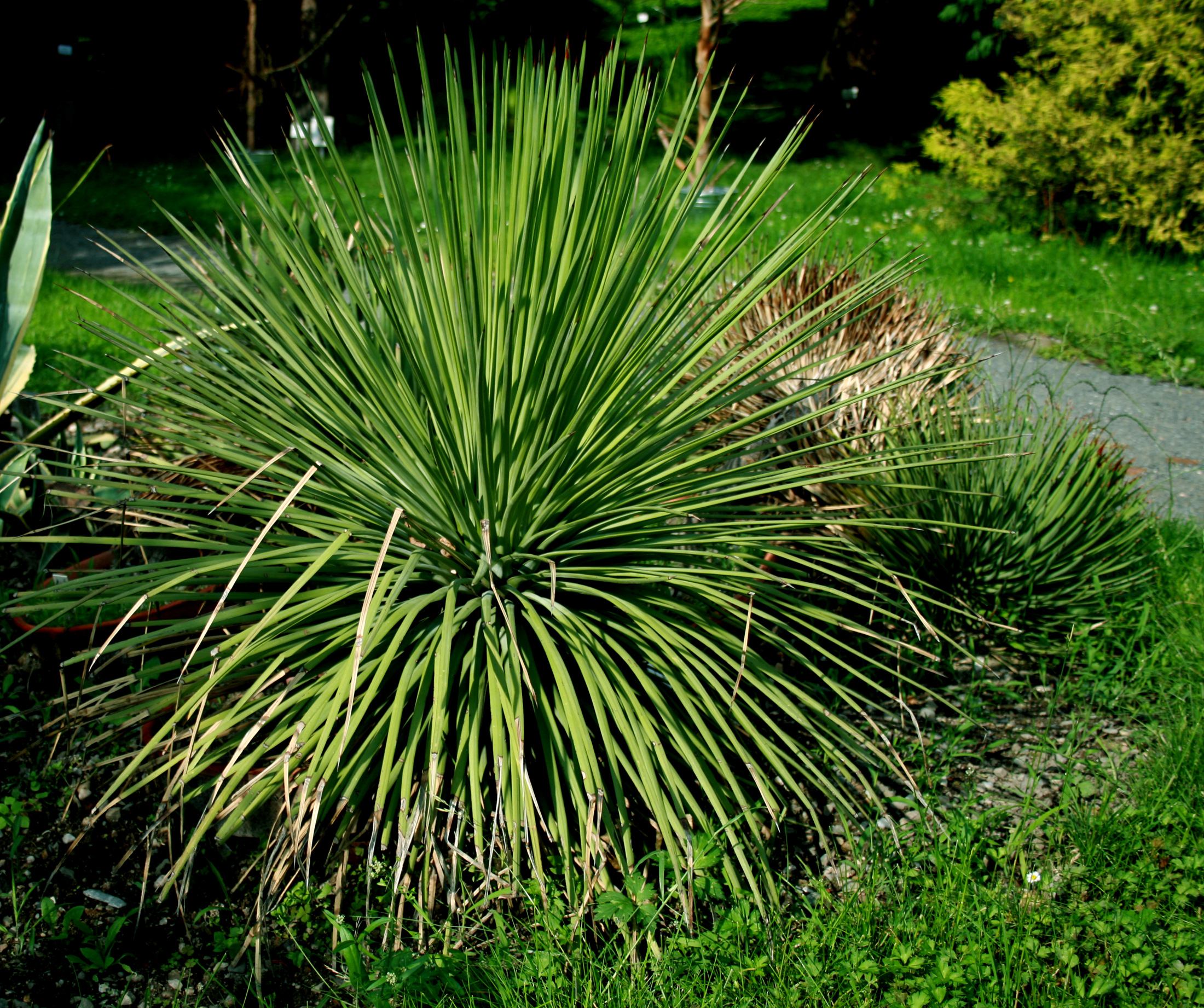
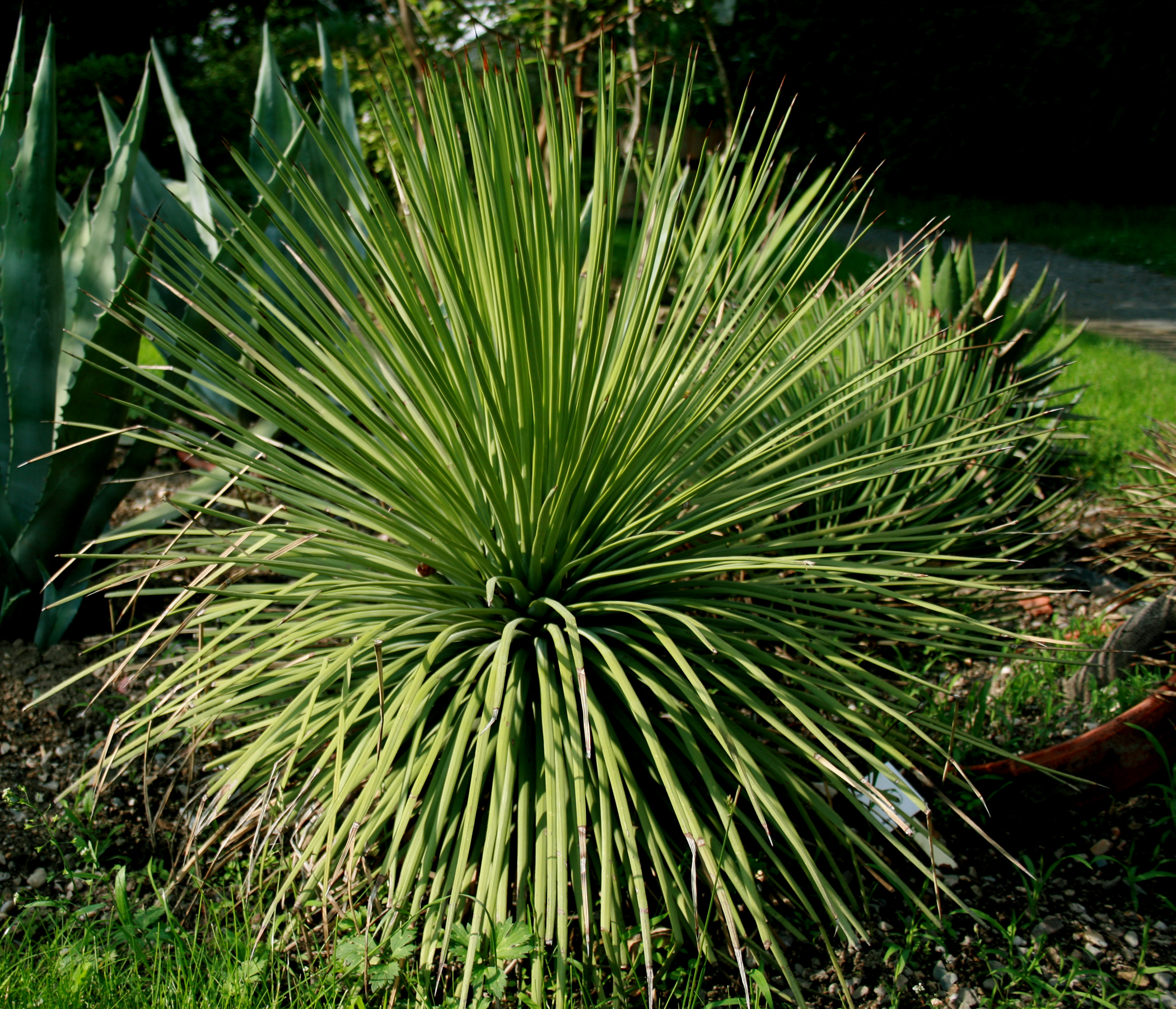
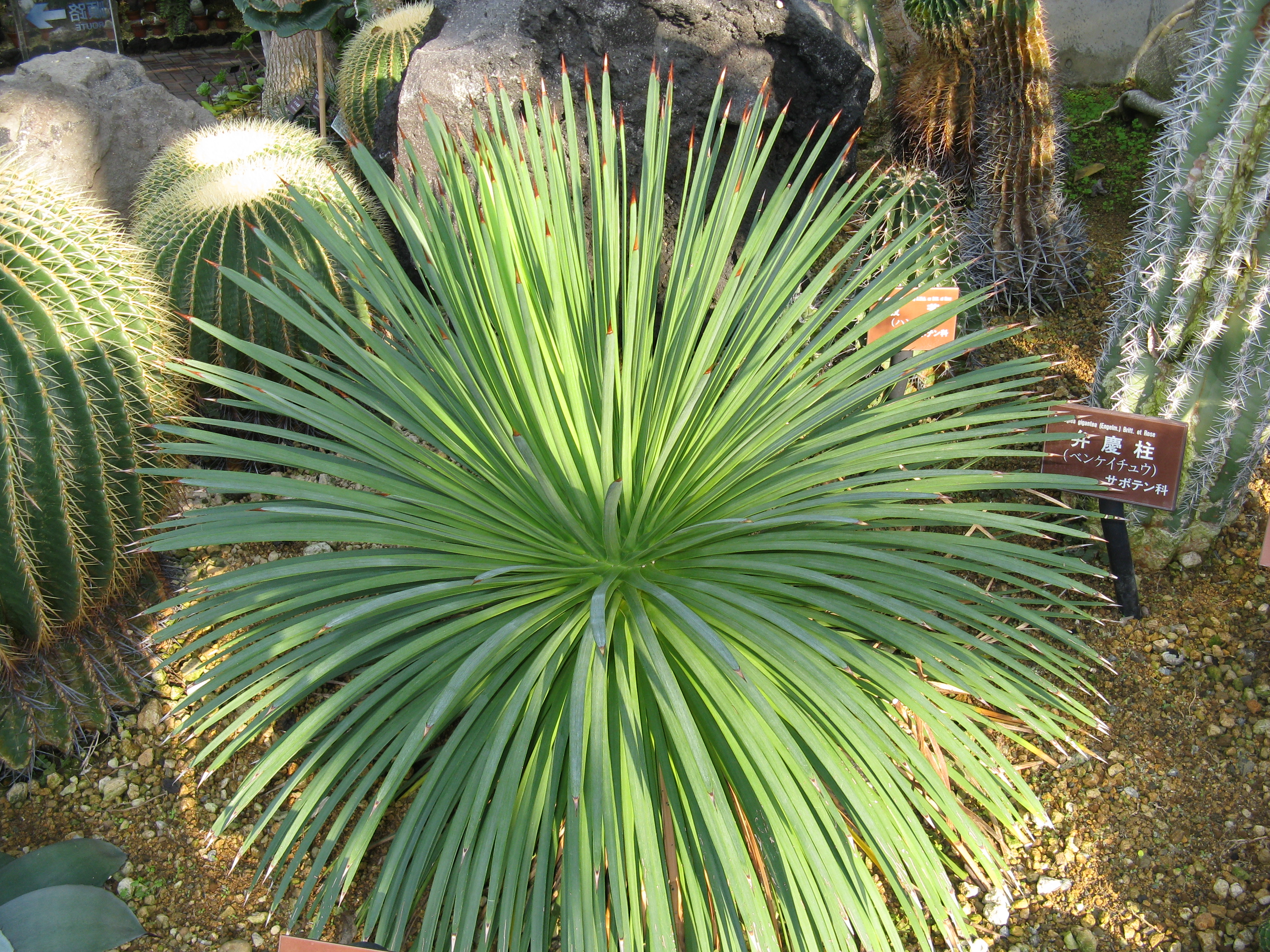
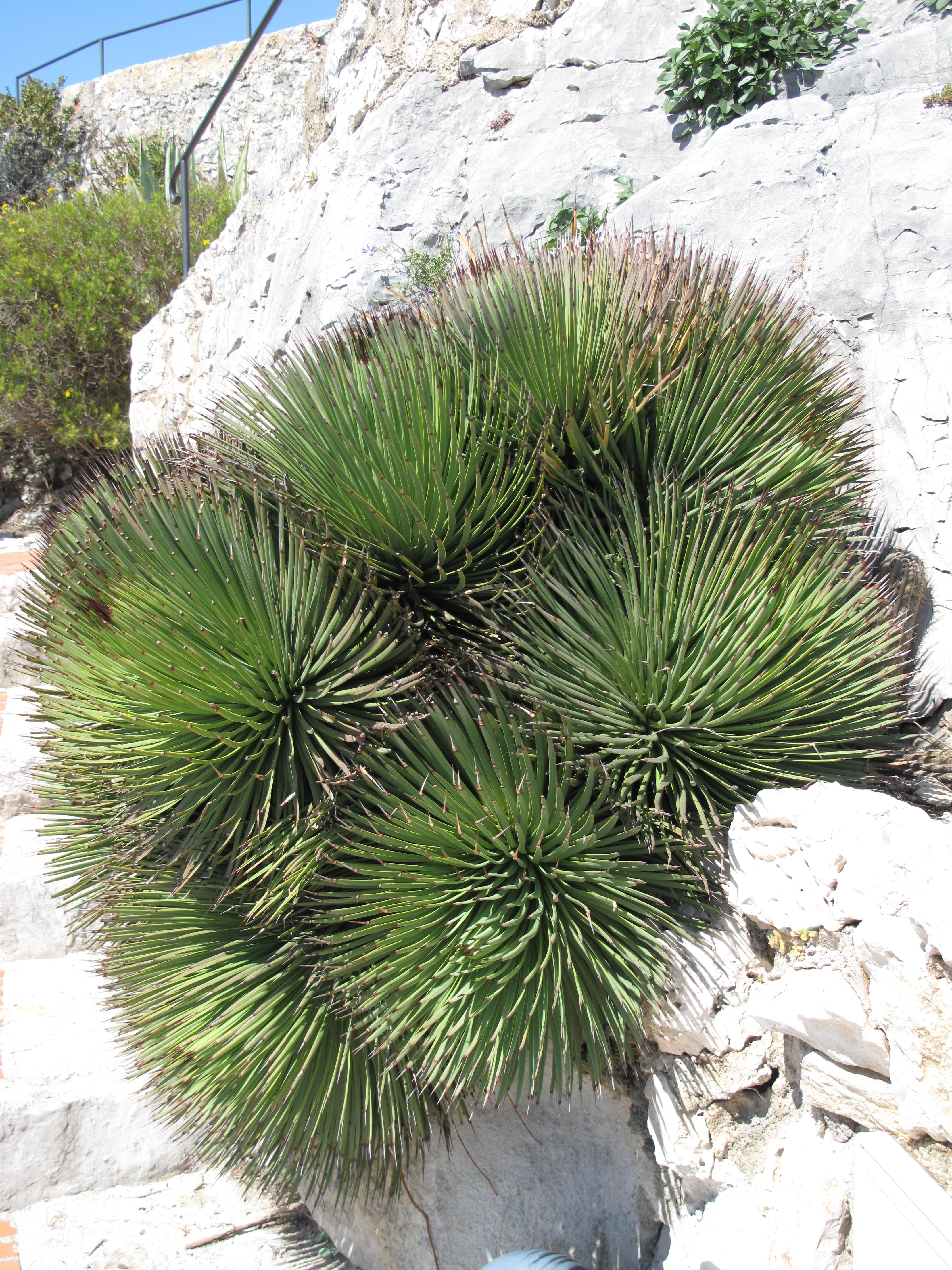